# Pan's People

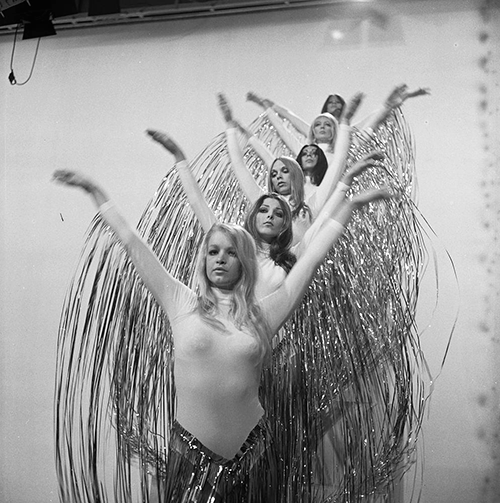
Pan's People en 1971 dans l'émission de télévision néerlandaise TopPop.

Pan's People est une troupe de danse britannique active dans les années 1960 et 1970. Elle est surtout connue pour ses apparitions hebdomadaires dans l'émission de télévision musicale britannique Top of the Pops dans les années 1970.

## Histoire
La troupe des Pan's People est fondée en 1966 par la danseuse américaine Flick Colby (en). Elle se compose à l'origine de Ruth Pearson, Babs Lord, Dee Dee Wilde, Louise Clarke et Andi Rutherford. Après quelques passages télévisés en Belgique, aux Pays-Bas et en Suisse, elles font leur première apparition sur le plateau de l'émission de télévision musicale britannique Top of the Pops en 1968.
Pan's People devient rapidement la troupe de danse attitrée de Top of the Pops et se produit chaque semaine dans l'émission. Colby arrête la danse en 1972, mais elle continue à élaborer les chorégraphies des numéros de la troupe. Leur popularité est telle qu'elles apparaissent dans d'autres émissions et enregistrent même un 45 tours en 1974. La troupe disparaît en 1976 pour laisser place à une compagnie mixte, Ruby Flipper (en).